# Audioversum

Logo

Das Audioversum ist ein Science Center (Wissenschaftsmuseum) in Innsbruck, Tirol, Österreich, das naturwissenschaftliche Zusammenhänge und medizintechnische Entwicklungen in der Hörimplantatstechnologie interaktiv erlebbar und verständlich macht. Ziel ist die verstärkte Aufklärung über die Bedeutung des Hörens für die Kommunikation, Lebensqualität und Entwicklung des Menschen. Die Exponate sind interaktiv, ermöglichen selbstbestimmtes Lernen, setzen kein Vorwissen voraus und haben eine spielerische Komponente.

## Entstehungsgeschichte
Das Wissenschaftsmuseum entstand auf Initiative der Firma MED-EL, dem internationalen Hersteller von Hörimplantat-Systemen, in direkter Zusammenarbeit mit der Stadt Innsbruck. Als ScienceCenter verbindet es Medizin, Technik, Bildung und Kunst. Multimediale Installationen, in Kooperation mit dem renommierten Ars Electronica Center Linz entwickelt, laden zum Mitmachen ein und schärfen die Sinne.
Nach drei Jahren Planungs- und Bauzeit übergab die Bürgermeisterin von Innsbruck, Christine Oppitz-Plörer, im Herbst 2012 die ehemaligen Räumlichkeiten der „Kammerlichtspiele“ an die Firma MED-EL und den Verein Freies Theater Innsbruck.
Das Wissenschaftsmuseum wurde nach eineinhalb Jahren Planung, Entwicklung der Exponate und Realisierung des Ausstellungskonzepts am 30. Januar 2013 eröffnet.
Im Rahmen von Sonderausstellungen unter den Rubriken Gehört Gewußt und Gehört Gesehen stehen gezielte Wissensvermittlung und zeitgenössische Formate im Mittelpunkt.

## Ausstattung
- Dauerausstellung „Abenteuer Hören“
- Firmenausstellung „MED-EL World“
- zusätzliche Ausstellungsbereiche für Sonderausstellungen
- Werkstatt für Workshops und Kindergeburtstage
- 1500 m2 Ausstellungsfläche
- Shop HÖR-BAR

## Architekturkonzept
Die Ausstellungsarchitektur greift die Klanglandschaft in Form und Farbgebung sowie über die verwendeten Materialien auf. Weiche und organische Materialien wie Filz optimieren die Akustik. Gespachtelte Gipskarton-Wände schaffen räumlich abgegrenzte Szenarien und leiten durch die Ausstellung.
Durch den Einsatz von weichen und neutralen Farben von grau bis weiß entsteht ein neutraler Raum. Dies ermöglicht es, einzelne Objekte mit Lichtakzenten in Szene zu setzen und Ausstellungsbereiche durch die Farbgebung zu verbinden. Die indirekte Beleuchtung entlang des Ausstellungsgrundrisses schafft zudem eine räumliche Klammer und ein einheitliches Raumgefühl.

## Exponate

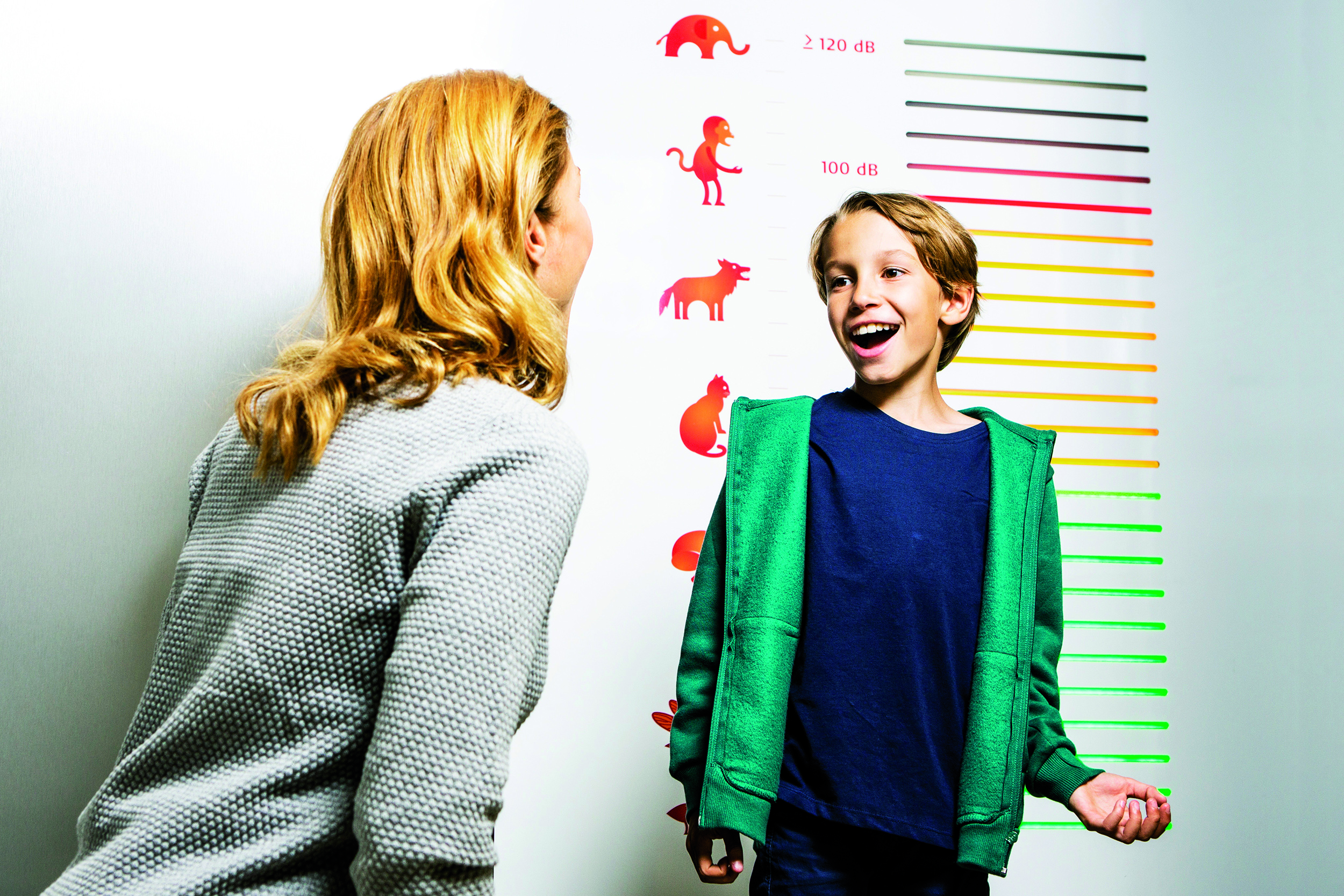
Schreiraum im Audioversum

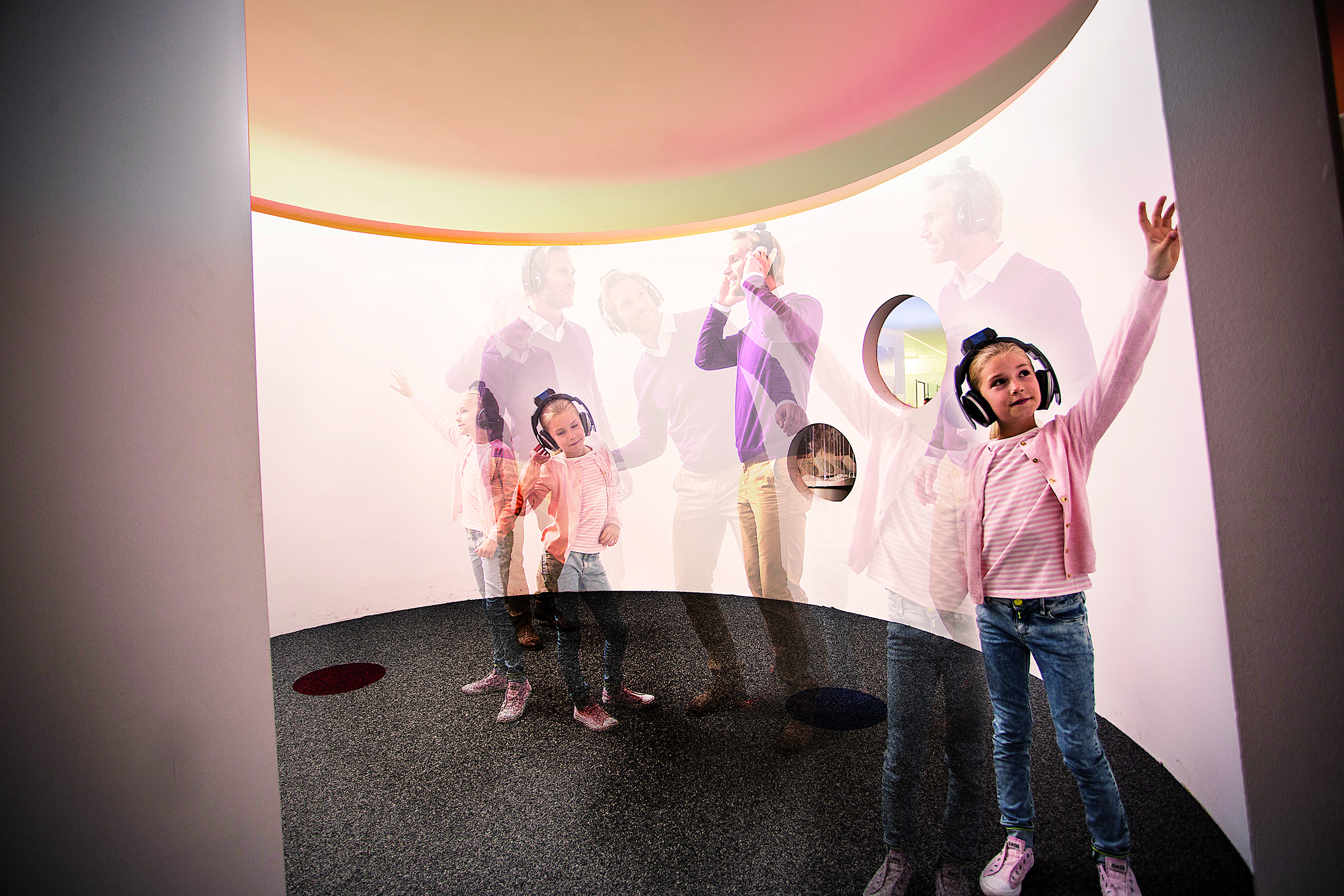
Binaurales Spiel im Audioversum

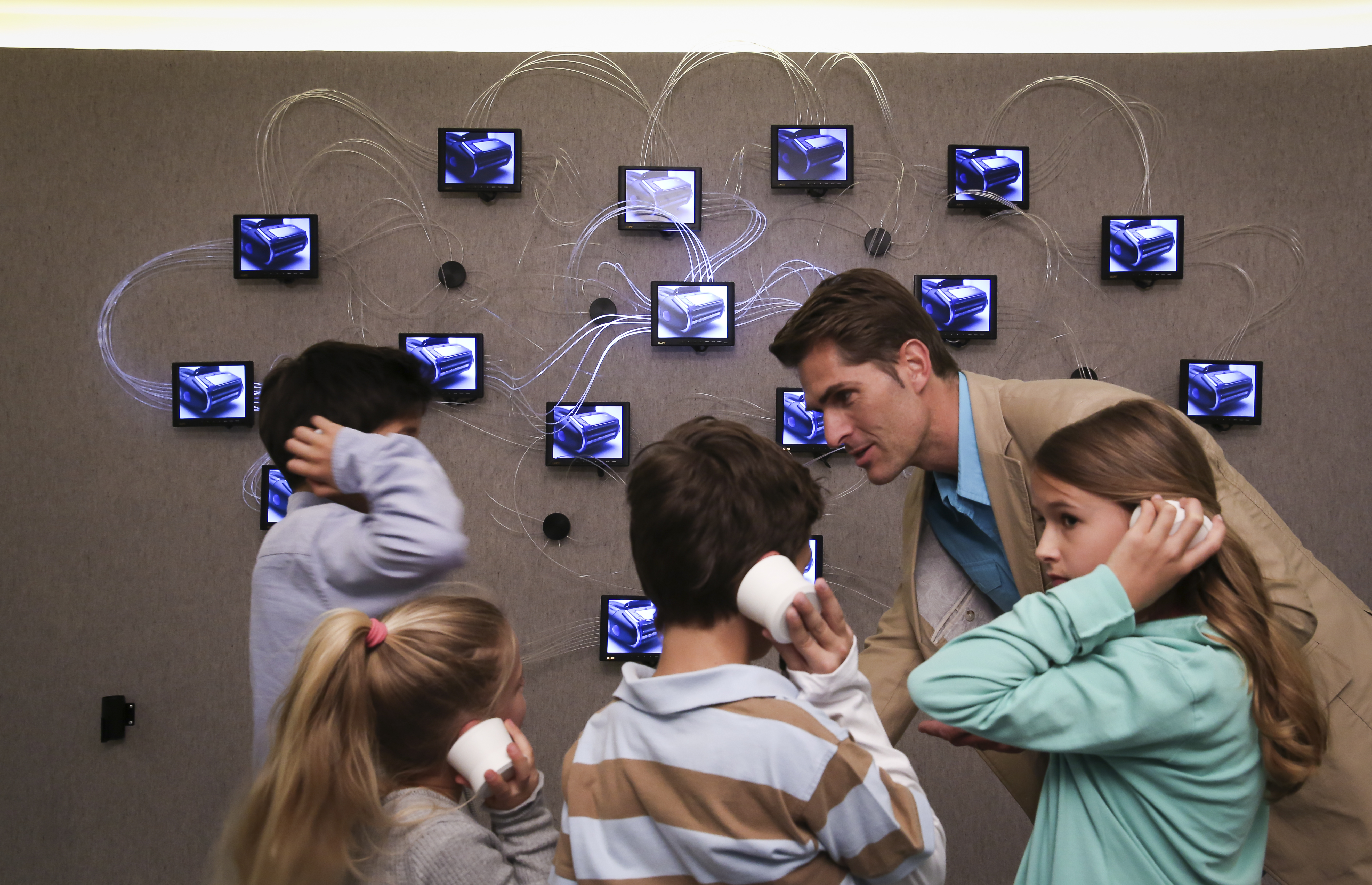
Auditiver Cortex im Audioversum

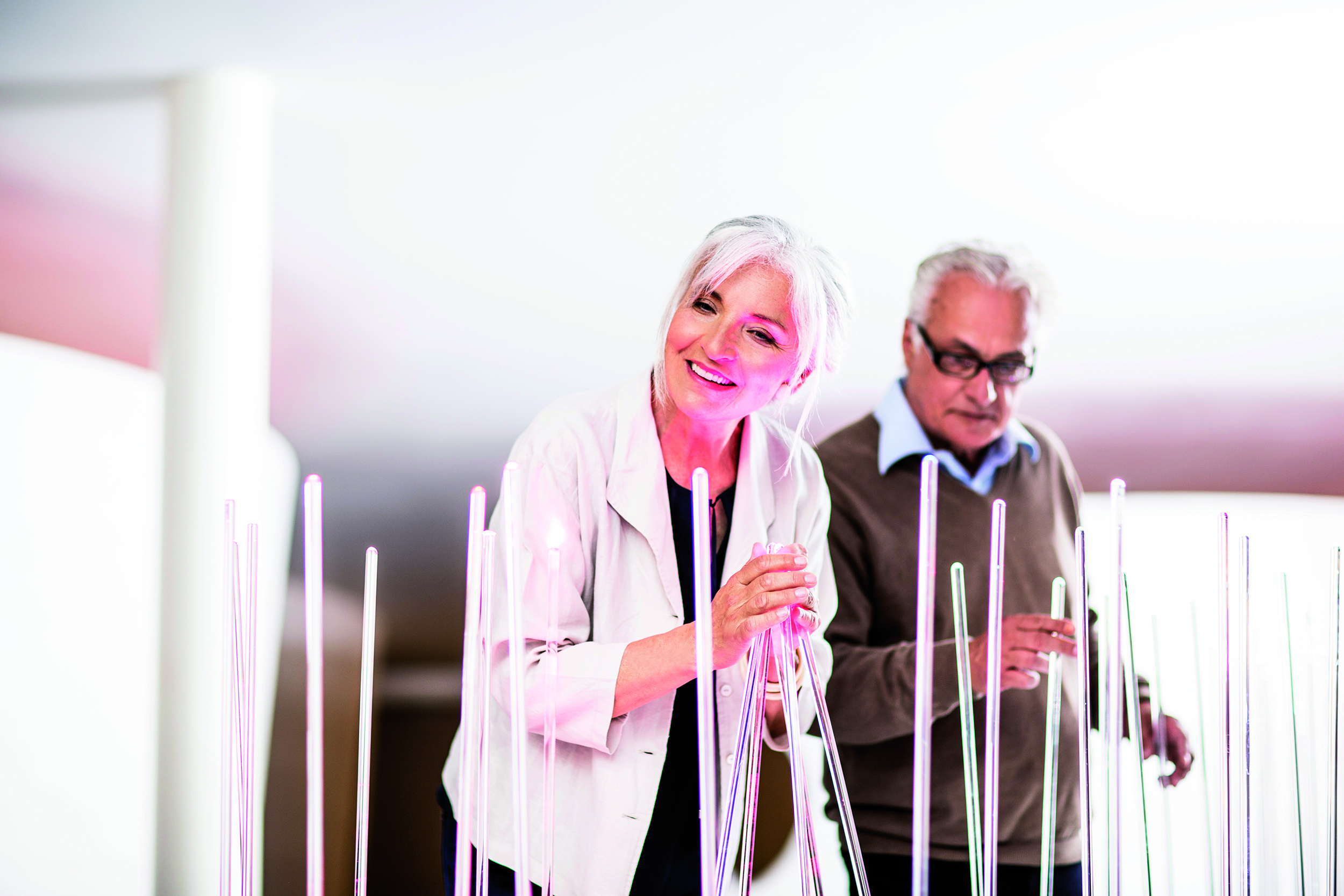
Haarzellen im Audioversum

Die Ausstellungsobjekte der Dauerausstellung „Abenteuer Hören“ wurden in Zusammenarbeit mit dem Projektpartner Ars Electronica, einem Zukunfts- und Technologieunternehmen, entwickelt.
18 Exponate und Installationen laden zum Hören, Sehen und Staunen ein: Eine virtuelle Reise durch das menschliche Ohr, die Funktionsweise des Knochenschalls, die Entdeckung einer städtischen Klanglandschaft beim Betreten der Treppenstufen („Klangtreppe“) oder das Nachfühlen einer Hörbeeinträchtigung werden interaktiv, multimedial und didaktisch aufbereitet vermittelt:
- Schreiraum: Zu Beginn der Ausstellung haben Besucher die Gelegenheit, in einem abgeschlossenen Schreiraum die Stärke der eigenen Stimme zu messen. Dabei zeigt eine Skala den Vergleich mit der Lautstärke von Tieren.
- Binaurales Spiel: Hierbei wird das räumliche Hören auf einfache und unterhaltsame Weise sensibilisiert. Die Teilnehmer folgen über Kopfhörer eingespieltem Gezwitscher und versuchen die Vögel zu orten und zu befreien.
- Auditiver Cortex: Ein Geräusch und viele Assoziationen. Wie werden akustische Signale letztlich im Gehirn interpretiert? Eine künstlerische Übersetzung dazu liefert die Station auditiver Cortex, die den Besuchern diese komplexen Vorgänge im Hörzentrum des Menschen vermittelt.
- Haarzellen-Musik: Besucher können durch die Berührung von überdimensionalen, dem menschlichen Original nachempfundenen Haarzellen eine Melodie spielen. Um zu simulieren, wie sich Hörbeeinträchtigungen durch den Verlust von Haarzellen auf das Gehör auswirken, können unterschiedliche Frequenzbereiche durch Biegen der Haarzellen aktiviert bzw. deaktiviert werden.

Erweiterungen
- 2016 – Exponat „Gehirn“ in Zusammenarbeit mit MEVIS-Fraunhofer-Institut für Bildgestützte Medizin[8]
- 2017 – Klanginstallation Audiospace in Zusammenarbeit mit Stefan Zaradić (Komponist und Musikproduzent)[9]
- 2018 – Singing Wall mit der LIGHTSCORES-Technologie[10]
- 2020 – Keep your Balance: ein Gleichgewichtsspiel zum Vestibularorgan[11]
- 2020 – Sound-Gallery: eine Audio-Installation, die von bildender Kunst umrahmt wird[12]

## Sonderausstellungen
- 2014: Sounds of Space: Ausstellungskooperation mit dem Österreichischen Weltraumforum[13]
- 2015: So hören Tiere: Ausstellungskooperation mit dem Alpenzoo Innsbruck[14]
- 2016: Illusionen – Täuschung der Sinne[15]
- 2017: Faszination Farbe: Wanderausstellung des Carl Bosch Museums in Heidelberg[16]
- 2017: Abenteuer Erde: Ausstellungskooperation mit der Europäischen Weltraumorganisation (ESA) und der Ars Electronica[17]
- 2018: Geruchswelten: Ausstellungskooperation mit L’Ideatorio der Università della Svizzera Italiana/Lugano[18]
- 2018: Superhirn: Konzeption und Realisation von Eckhard Schulz, Senior Advisor des Audioversum[19]
- 2019: Mathe x Anders: Wanderausstellung des Mathematikums in Gießen[20]
- 2019: Gehört gesehen: Hört uns zu! mit vertonten Fotografien von Lukas M. Hüller[21]
- 2019: Gehört gewusst: Wie viel Urzeit steckt in dir?: Wanderausstellung des Kulturama in Zürich[22]
- 2020: Gehört gewusst: Out of Control – Was das Netz über dich weiß: Ausstellungskooperation mit Ars Electronica Solutions[23]
- 2020: Gehört gesehen: Wir hören Vinyl – das Schöne an der schwarzen Scheibe: Konzeption & Realisation von Julia Sparber-Ablinger und Manfred Lackmaier in Kooperation mit NABU RECORDS & MUSIKLADEN INNSBRUCK[24]
- 2022: Gehört gesehen: Welcome to “SenCity” – ein akustischer Städtetrip: Ausstellung der Künstlerin Deborah Sengl in einer Augmented Audio-Installation von SONIC TRACES.[25]
- 2022: Gehört gewusst: „Du bist einzigARTig“: Konzept und Realisation von Eckhard Schulz, Senior Advisor des Audioversums und der Fa. Hüttinger, Nürnberg.[26]
- 2023: Gehört gewusst: „STAY SAFE – Vom Vertrauen in die Sicherheit“: Ausstellungskooperation mit dem vorarlberg museum in Bregenz, kuratiert von Lisa Noggler.[27]
- 2023: Gehört gewusst: „Schau mal wer da spricht“: wissenschaftliche Leitung Patrick Zorowka[28]

## Zahlen und Fakten
Das Gesamtnutzungskonzept wurde vom Bauträger IIG (Innsbrucker Immobiliengesellschaft) gemeinsam mit dem städtischen Kulturamt Innsbruck und der Firma MED-EL ausgearbeitet.
- Baubeginn: April 2011
- Baufertigstellung: Herbst 2012
- Eröffnung: 30. Januar 2013
- Nutzfläche (inkl. Allgemeinflächen): ca. 1.500 m²
- Besucherzahlen seit Eröffnung: 308.218 (Stand: 11. Juli 2023)